# Spiridon Trikupis
Spiridon Trikupis (gr. Σπυρίδων Τρικούπης; ur. 20 kwietnia 1788 w Missolungi, zm. 24 lutego 1873 w Atenach) – grecki polityk i dyplomata.
Pełnił funkcję premiera (1833). Był trzykrotnie ministrem (ambasadorem) Grecji w Londynie (1834–1837, 1841–1843, 1849–1862) oraz posłem nadzwyczajnym w Paryżu (1850). W 1833 przewodniczył obradom synodu w Nauplionie, który zdecydował o odłączeniu kościoła greckiego od patriarchatu w Konstantynopolu.